# Мабянь-Їський автономний повіт
28°50′15″ пн. ш. 103°32′44″ сх. д. / 28.83743° пн. ш. 103.54545° сх. д.
Мабянь-Їський автономний повіт (кит. 马边彝族自治县, пін. Măbiān Yízú Zìzhìxiàn) — один із повітів КНР у складі префектури Лешань, провінція Сичуань. Адміністративний центр — містечко Міньцзянь.

## Географія
Мабянь-Їський автономний повіт лежить у горах Даляншань.

### Клімат
Повіт знаходиться у зоні, котра характеризується вологим субтропічним кліматом. Найтепліший місяць — липень із середньою температурою 25,6 °C. Найхолодніший місяць — січень, із середньою температурою 7,5 °С.
| Клімат повіту Мабянь-Ї                             | Клімат повіту Мабянь-Ї | Клімат повіту Мабянь-Ї | Клімат повіту Мабянь-Ї | Клімат повіту Мабянь-Ї | Клімат повіту Мабянь-Ї | Клімат повіту Мабянь-Ї | Клімат повіту Мабянь-Ї | Клімат повіту Мабянь-Ї | Клімат повіту Мабянь-Ї | Клімат повіту Мабянь-Ї | Клімат повіту Мабянь-Ї | Клімат повіту Мабянь-Ї | Клімат повіту Мабянь-Ї |
| Показник                                           | Січ.                   | Лют.                   | Бер.                   | Квіт.                  | Трав.                  | Черв.                  | Лип.                   | Серп.                  | Вер.                   | Жовт.                  | Лист.                  | Груд.                  | Рік                    |
| Середній максимум, °C                              | 10,8                   | 13,5                   | 18,3                   | 23,7                   | 27                     | 28,8                   | 31,2                   | 30,9                   | 26,5                   | 21,4                   | 17,4                   | 12,2                   | 21,8                   |
| Середня температура, °C                            | 7,5                    | 9,7                    | 13,5                   | 18,1                   | 21,4                   | 23,7                   | 25,6                   | 25,3                   | 22                     | 17,7                   | 13,8                   | 9                      | 17,3                   |
| Середній мінімум, °C                               | 5,2                    | 7                      | 10,2                   | 14,2                   | 17,5                   | 20,3                   | 22,1                   | 21,9                   | 19,3                   | 15,6                   | 11,5                   | 6,8                    | 14,3                   |
| Норма опадів, мм                                   | 5.9                    | 9.5                    | 32.6                   | 64                     | 97.8                   | 132.7                  | 230.8                  | 250.7                  | 113.5                  | 49.9                   | 19.4                   | 5.2                    | 1012                   |
| Вологість повітря, %                               | 76                     | 76                     | 75                     | 74                     | 76                     | 80                     | 82                     | 82                     | 84                     | 84                     | 81                     | 78                     | 79                     |
| -------------------------------------------------- | ---------------------- | ---------------------- | ---------------------- | ---------------------- | ---------------------- | ---------------------- | ---------------------- | ---------------------- | ---------------------- | ---------------------- | ---------------------- | ---------------------- | ---------------------- |
| Джерело: Дані метеостанції №56480 (КНР, 1991-2020) |                        |                        |                        |                        |                        |                        |                        |                        |                        |                        |                        |                        |                        |